# Diaper-beer syndrome
Het diaper-beer syndrome (Nederlands: 'luier-biersyndroom') is een vermeende correlatie tussen de verkopen van bier en luiers. Het wordt vaak gebruikt als voorbeeld van de voordelen die ICT in het algemeen en analyse van koopgedrag (middels systemen als klantenkaarten en Airmiles) in het bijzonder kunnen brengen.
Het syndroom zou ontdekt zijn in 1992 toen consultancybedrijf Teradata bij een Amerikaanse supermarkt(keten) een correlatie zag tussen de verkopen van bier en luiers. Dit zou worden verklaard werd door het feit dat jonge vaders na afloop van hun werk nog even langs de supermarkt moesten om luiers te kopen en dan meteen voor zichzelf bier kochten. De supermarkt sprong hier vervolgens op in door het bier te plaatsen in de buurt van de luiers om zo de omzet te vergroten.
Later onderzoek heeft aangetoond dat de correlatie niet altijd aanwezig was. In de situaties waarin er wel een verband leek te zijn, bleek de verkoper het verhaal reeds te kennen en de beide producten bij elkaar te hebben geplaatst. Het verhaal werd ook gebruikt om bedrijven te stimuleren hun data te analyseren omdat de verkoopcijfers dan zouden stijgen, maar in de praktijk bleek dit niet zo simpel te werken en werden de doelstellingen niet altijd gehaald.